# Carovane del Tigrai
Carovane del Tigrai (с итал. — «Караваны Тыграя») — песня, написанная Пеппино Менедесом в 1936 году на музыку Эльдо ди Лаззаро. Песня издавалась на граммофонных пластинках несколькими лейблами — Columbia, Odeon, La voce del padrone, а её музыкальная партия исполнялась Оркестр послеполуденной музыки в Милане.

## Исторические предпосылки
В первой половине XX века Италия активно осваивала Восточную Африку. В ходе Второй итало-эфиопской войны 14 октября 1935 года генерал Эмилио де Боно издал указ об отмене рабства на всей территории Эфиопии после установления над ней полного контроля, что и произошло в 1936 году. Освобождённая Эфиопия вошла в состав административного образования Итальянская Восточная Африка. Итальянцы активно развивали инфраструктуру, социальную сферу и образование в новом регионе.
Тыграй — регион на севере Эфиопии, сопредельный с имевшей выход к морю Итальянской Эритреей. Через него проходили пути снабжения итальянских войск и гражданские грузопотоки.

## Смысл песни
Песня, основанная на ритме фокстрота, посвящена итальянской кампании в Эфиопии. Согласно ей, караваны, которые проходили через Тыграй, вызывали у местного населения радость от надежды на скорую отмену рабства. Пришествие итальянцев ожидается как освобождение, и даже грохот пушек, слышимый вдалеке, воспринимается как звук наступающей свободы и цивилизации.

Идите, караваны Тыграя, на звезду, которая теперь будет сверкать и сиять с любовью!Оригинальный текст (итал.)Vanno le carovane del Tigrai

Verso una stella che oramai brillerà

e più splenderà d’amor!